# A Rush of Blood to the Head
A Rush of Blood to the Head (с англ. — «Прилив крови к голове») — второй студийный альбом британской рок-группы Coldplay, выпущенный 26 августа 2002 года лейблом Parlophone. Запись началась на волне роста популярности группы на международной арене, чему способствовал успех их дебютного альбома Parachutes, в частности синглов «Yellow» и «Trouble». Пластинка была спродюсирована самими музыкантами в сотрудничестве с Кеном Нельсоном, и в ней используются электрогитара и фортепиано чаще, чем в его предшественнике. Большой отпечаток на содержании альбома оставили трагические события 11 сентября в Нью-Йорке, произошедшие за неделю до начала записи.
Альбом был выпущен 12 августа 2002 года, 27 августа состоялся релиз в США, на лейбле Capitol Records. В первую же неделю пластинка заняла верхнюю строчку в хит-параде Великобритании, впоследствии она заняла восьмое место в рейтинге самых продаваемых альбомов Соединённого Королевства двадцать первого века. Британская ассоциация производителей фонограмм присвоила альбому десятикратный «платиновый» статус, его продажи составили 2,8 миллиона копий на родине музыкантов и более двадцати миллионов по всему миру. В поддержку лонгплея были выпущены четыре сингла, трое из которых («In My Place», «The Scientist» и «Clocks») стали хитовыми песнями коллектива. «God Put a Smile upon Your Face» тоже был выпущен, но получил значительно меньший коммерческий успех.
A Rush of Blood to the Head был хорошо принят музыкальными критиками и получил премию на 45-й церемонии «Грэмми» в категории «Лучший альтернативный альбом». В 2003 году журнал Rolling Stone поставил альбом на четыреста семьдесят третье место в своём списке «500 величайших альбомов всех времён по версии журнала». В 2020 году он поднялся до триста двадцать четвёртого места. Он также был среди десяти альбомов, номинированных на лучший британский альбом за предыдущие тридцать лет Brit Awards в 2010 году, в конечном итоге проиграв (What’s the Story) Morning Glory? британской брит-поп-группы Oasis В том же году пластинка была отмечена королевской почтой, как одна из десяти образцов классических альбомов Великобритании, и стала регулярно выпускаться на почтовой марке.
Авторы и рецензенты высоко оценили A Rush of Blood to the Head как один из лучших альбомов XXI века. «In My Place», «The Scientist» и «Clocks» стали фирменными песнями группы, благодаря их коммерческому успеху. По состоянию на март 2023 года альбом остается самым успешным альбомом Coldplay с мировыми продажами более 20 миллионов копий.

## Предыстория и запись
Работа над альбомом началась в Лондоне через неделю после терактов 11 сентября в США, в период этих событий коллектив расширил свою аудиторию благодаря «трогательным песням с Parachutes», которые были весьма актуальны на фоне трагического инцидента. Столкнувшись с проблемами в производственном процессе музыканты решили переехать в Ливерпуль — они уже работали там до этого, над некоторыми песнями предыдущего диска. Позже, вокалист группы Крис Мартин вспоминал: «В тот момент мы были буквально одержимы этим альбомом». Первая композиция, записанная для альбома — «In My Place» — стала своего рода катализатором предстоящей пластинки — «она подарила нам уверенность, что мы всё ещё можем писать песни, после странного периода, когда мы столкнулись с обрушившийся на нас славой».
Вступительный трек «Politik» был записан через два дня после терактов 11 сентября 2001 года. Согласно интервью с вокалистом Крисом Мартином:

Я написал песню 11 сентября, и мы записали её 13 сентября. Мы все были, как и все остальные, я полагаю, немного смущены и напуганы. Я заканчиваю гастроли и отдыхаю один или два дня. Но потом я снова начинаю нервничать. Я хочу писать песни и делать разные вещи, потому что никогда не знаешь, что может случиться.— Крис Мартин
Для альбома было написано около 20 песен. Многие из новых треков (среди которых были «Animals», «Warning Sign» и «Green Eyes») исполнялись во время турне в поддержку предыдущего диска. Название альбома было обнародовано на официальном сайте группы.
В начале записи альбома вокалист Крис Мартин и гитарист Джонни Баклэнд работали отдельно друг от друга. Каждый понедельник они собирались вместе и делились с другими участниками коллектива идеями по поводу альбома. Ближе к завершению работы над альбомом Мартин записал небольшой фортепианный рифф, из которого впоследствии родилась песня «Clocks». По словам остальных музыкантов, когда Мартин сыграл им эту песню впервые она произвела на них неизгладимое впечатление. Посчитав, что добавлять «сырую» композицию в уже почти готовый альбом слишком поздно, они записали её демоверсию на компакт-диск с черновым материалом для следующего альбома — так называемый «Songs for #3». Группа намеревались вернуться к этим трекам во время работы над третьим студийным альбомом.
В июне 2002 года запись была завершена, но коллектив сделал вывод, что в нём довольно много «мусора» и решил отложить релиз на более поздний срок. Впоследствии большое количество треков не вошло в альбом, так как стилистически они больше подходили для предыдущего альбома. По мнению Мартина эти песни были бы не интересными для слушателей: «Это было бы похоже на халтуру — нас всё устраивает, мы сидим сложа руки и почиваем на лаврах. Вместо этого мы хотели прогрессировать и развивать наши музыкальные навыки». Из-за возросших амбиций атмосфера внутри коллектива была весьма напряжённой «возникали моменты, когда некоторые члены группы порывались уйти».
После того, как музыканты выступила на фестивале Гластонбери, они вернулись в студию и возобновили работу над некоторыми треками с диска «Songs for #3». Когда Фил Харви, менеджер и креативный директор группы, услышал «Clocks», он призвал группу «довести до ума» эту песню незамедлительно:

Нет, вы должны доделать её прямо сейчас, потому что вы затрагиваете тему в тексте безотлагательности, и в то же время предлагаете отложить её до лучших времён. Это полный абсурд.
— Фил Харви

## Содержание

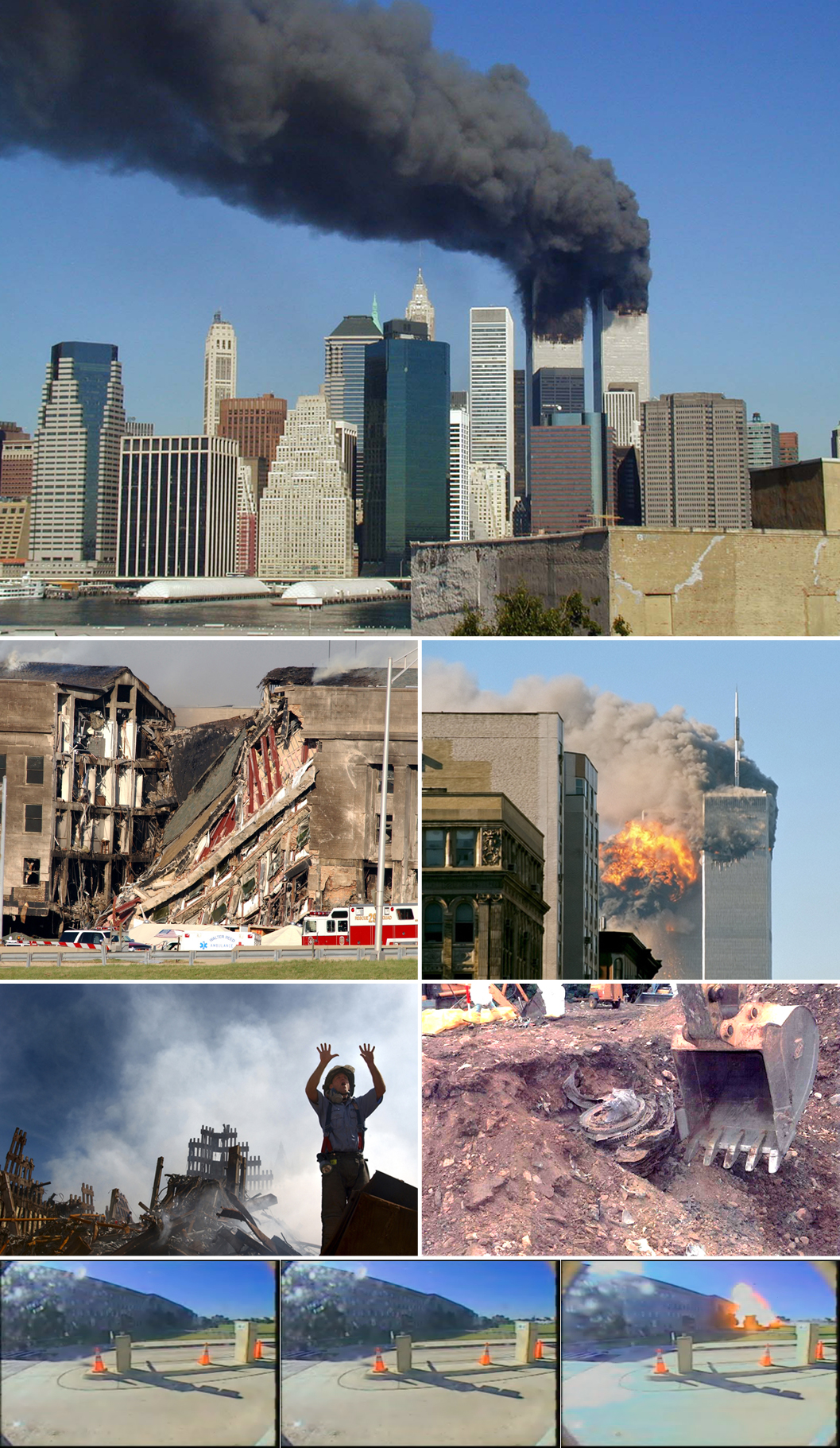
События 11 сентября сильно повлияли на составляющее альбома

На октябрь 2001 года группа решила пойти по пути неожиданности: изначально второй студийник должен был иметь звучание метала. Прежде чем их карьера устремилась ввысь, они экспериментировали с более тяжёлым, более металлическим звуком. Однако, в тот день, когда группа решилась записать подобную музыку, студия была занята другим коллективом, и участникам пришлось ждать, когда придёт их очередь. За время ожидания музыканты поняли, что эта идея плохая и в итоге записали в студии другой вариант. Позднее Крис Мартин добавлял: «Какое счастье, что нас тогда не пустили в студию, иначе мы бы создали паршивую версию „Back in Black“». Несмотря на это, звучание A Rush of Blood to the Head всё равно стало чуть тяжелее; добавились электрогитара и пианино в большем количестве нежели в дебютнике Parachutes.
Запись альбома проходила на фоне трагедии 11 сентября, оставившей свой отпечаток на материале: «Новые песни отражали эти события. Они несли посыл слушателям — не поддаваться страху. Любой человек может добиться желаемого». Бо́льшая часть текстов, так или иначе, отражала тему безотлагательности. Мартин отметил, что характер предыдущих песен был более расслабленным, так как музыканты сочиняли их в комфортном эмоциональном состоянии: «Возможно, в некоторых новых песнях мы в большей степени зацикливались на теме безотлагательности, срочности. Причиной тому послужили те места, где мы побывали, те вещи, которые мы пережили». По словам Мартина, кульминацией этой темы стало название альбома, означающее «делать что-то на импульсе».
Фронтмен коллектива Крис Мартин говорил, что во время записи не представлял, как можно писать музыку для альбома, будучи не в «плаксивом состоянии». Вследствие этого несколько песен были посвящены проблематике отношений. Эти композиции были основаны на реальных событиях, однако содержали вымышленные нюансы: «Песни похожи на сказки — они имеют начало и конец, и ты можешь сделать их сюжет абсолютно идеальным. Добавить то, чего не бывает в реальной жизни».
Многие исполнители оказали влияние на альбом: Rammstein (с которыми участники успели сдружиться), Пи Джей Харви, Том Уэйтс, At The Drive-In, The Blind Boys of Alabama, The Cure, Joy Division, Дэвид Боуи и The Rolling Stones. Особенно выделился фронтмен ливерпульской рок-группы Echo & The Bunnymen, Иэн Маккалох, которого участники группы даже провозгласили своим «наставником», приписав благодарность в буклете к виниловому релизу альбома. Побывав в студии у квартета, Иэн сказал:
Он [Крис Мартин] хорош. Я хочу их [Coldplay] ненавидеть, но они чертовски хороши. В нём слишком много перфекционизма. Ему нужно расслабиться, чтобы хоть немного стать хуже. Я так и не добился и, боюсь, не смогу добиться успеха такого уровня, так что им надо постараться насладиться этимИэн Маккалох

## Обложка

Обложки каждого сингла из альбома отражают облики участников Coldplay, которые были случайным образом сгенерированы сканированием. Обложку для «The Scientist» представляет Уилл Чемпион

Обложка альбома была разработана фотографом Сøльве Сундсбø. Сундсбø был приглашен работать в модный журнал Dazed & Confused в конце 1990-х, где перед ним поставили задачу создать что-то «с технологическим настроением, что-то полностью белое». Как художник, он пытался сделать «то, что до сих пор не существовало, что-то фактически невозможное»; он предложил сделать снимки, используя 3D сканер, используемый для измерения размеров головы для шлемов истребителей США, чтобы воплотить своё видение.
Во время съёмки фотографий на первую модель был нанёсен белый грим, чтобы добиться «лучшего результата»; в свою очередь, на вторую модель была надета накидка из твила. Компьютер не смог обработать цвета правильно, поэтому он заменил их шипами, а голова получилась «расколотой», так как машина смогла отсканировать лишь тридцать процентов изображения. Сначала Сундсбø испытывал смешанные чувства по поводу изображения, заявив, что, когда он впервые увидел результат, он был в ужасе: «Я думал, что это так красиво, но я был уверен, что журнал никогда не опубликует это», однако редактору Dazed & Confused понравилось получившееся изображение и он напечатал его в одном из номеров журнала. Мартину понравилась эта работа и он связался с Сундсбø, попросив его разрешить использовать изображение для обложки. Фронтмен попросил Сундсбø придумать что-то подобное для обложек синглов; фотограф предложил отсканировать головы каждого музыканта группы, в отдельности (позже, Сундсбø создал изображение для обложки концертного видео Coldplay Live 2003).
Буклет альбома содержит только две фотографии; на первой — группа находится в лесу, на второй — в студии. В 2010 году обложка вошла в число десяти изображений, выбранных Королевской Почтой для серии марок «Классические обложки альбомов».

## Выпуск
A Rush of Blood to the Head был выпущен 26 августа 2002 года лейблом Parlophone в Соединённом Королевстве, а днём позже, 27 августа 2002 года, лейблом Capitol Records в Соединённых Штатах. Альбом был завершён и первоначально готов к передаче звукозаписывающей компании и выпущен в июне 2002, однако, после записи демо-версии «Clocks», предназначенной для третьего альбома, группа отложила выпуск на два месяца, чтобы позволить им переработать его в готовый трек и включить в A Rush of Blood to the Head. Capitol выпустила ремастированную версию альбома в 2008 году на 180-граммовой виниловой пластинке в рамках своей серии «From the Capitol Vaults».
16 августа 2022 года альбом стал доступен в формате Dolby Atmos на Apple Music.

## Коммерческий успех
A Rush of Blood to the Head возглавил чарты одиннадцати стран по всему миру. Он дебютировал на первом месте в UK Albums Chart, продав 273 924 экземпляра. Британская фонографическая индустрия с тех пор сертифицировала альбом как десятикратно платиновый за совокупный объём продаж более трёх миллионов копий. В связи с последующими выпусками хитов «The Scientist» и «Clocks», альбом провел в чарте более года. A Rush of Blood to the Head занял седьмое место в списке двадцати самых продаваемых альбомов Соединённого Королевства 21 века, опубликованном британским изданием Music Week. В июле 2011 года A Rush of Blood to the Head поднялся с сто семьдесят шестого места обратно на сорок четвёртое в двухсотпятидесятой неделе чартов альбома. По состоянию на октябрь 2018 года в Великобритании было продано более трёх миллионов копий альбома, что делает его самым продаваемым студийным альбомом Coldplay. Это десятый самый продаваемый альбом 21-го века.
В Соединённых Штатах A Rush of Blood to the Head стал первым альбомом Coldplay, попавшим в топ-5 с первоначальным тиражом сто сорок четыре тысячи копий, что было сильнее, чем у его предшественника Parachutes, который дебютировал под номером 189 в декабре 2000 года. Альбом дебютировал на первом месте в канадском чарте альбомов, продав 28 200 копий за первую неделю. Он был сертифицирован Канадской ассоциацией звукозаписывающей индустрии как четырёхкратно платиновый за поставки в количестве более четырёхсот экземпляров, а также Австралийской ассоциацией звукозаписывающей индустрии как семикратно платиновый, так как его поставки составили более пятисот тысяч единиц.

## Композиции
Альбом содержит баллады и акустические песни, центральными инструментами которых являются гитары и фортепиано. Материал этого альбома расширил музыкальный диапазон коллектива: «стадионный рок» в стиле U2 («Politik»), фортепианные риффы («Clocks»), громкие гитары («A Whisper») и записи, навеянные группой Crowded House («Warning Sign»). Крис Мартин заявил, что заглавная песня альбома — дань уважения американскому кантри-исполнителю Джонни Кэшу, которого он считал одним «из самых великих… мужчин с гитарой», а также неопределенности, с которыми суждено столкнутся в жизни. По словам фронтмена композиция «Green Eyes» была посвящена двум людям: «некому американскому другу» и гитаристу группы — Джонни Баклэнду.

### «Politik»
Вступительный трек «Politik» был записан 13 сентября 2001 года, через три дня после трагедии «9/11». Песня имеет непостоянный темп и мрачный текст, включающий в себя размышления о войне и любви. «Politic» открывает альбом военным стуком барабана, грубым звуком тяжёлых электрогитар и устойчивым звуком скрипок. После двух куплетов темп композиции меняется; происходит переход к мелодичным куплетам, где только клавишные и звенящий вокал. После двух припевов, идущих по нарастающей, Джонни Бакленд играет гитарное соло, а Крис Мартин берёт высокий фальцет.

### «In My Place»
Песня «In My Place» спасла коллектив от творческого кризиса и была выпущена как главный сингл в поддержку студийника. Когда она вышла в августе 2002 года, то сразу же поднялась на второе место в хит-парадах, уступив лишь песне Дариуса Данеша «Pop Idol».
Как считает сам гитарист Coldplay Джонни Бакленд, мелодия, открывающая трек, была его лучшим риффом, который он на тот момент создал. Они напоминают одновременно Эджа и Уилла Серджанта из Echo & The Bunnymen. Песня обнадеживающе душевная и одна из немногих, которая кажется знакомой уже с первого прослушивания. Песня начинается с хай-хэта, за ним идёт гитарный рифф, затем на фоне вокальной партии играют бас и ударные, а потом в куплете вступают мягкие органные звуки. Каждый раз, когда эта часть мелодии завершается, ударные создают напряжение, и всё повторяется заново.
После смелого текста «Politic» песня «In my Place» возвращает группу на её родную горьковато-сладкую территорию сожаления и меланхолии. Благодаря одновременно заразительной мелодии и некоторым чертам гимна сингл получился невероятно мощным. Как считал Крис Мартин их менеджер уже на стадии производства трека радостно потирал руки в предвкушении прибыли. По мнению ударника группы Уилла Чемпиона, песня заметно напоминает старые записи из альбома Parachutes, прокомментировав: «Если бы весь первый альбом был такого же уровня как эта песня, а также "Trouble" и "Yellow", то нам было бы очень сложно превзойти себя во втором альбоме. Но как показали следующие девять песен, этот второй альбом получился гораздо сильнее какого-нибудь, скажем "Parachutes №2".»

### «God Put a Smile upon Your Face»
Образ Иэна Маккаллоха, витающий в музыке второго альбома, ясно проявляется в третьей песне «God Put a Smile upon Your Face». Можно даже принять вокал Мартина за вокал Маккаллоха, особенно в длинном припеве. Даже текст с псевдорелигиозными отсылками и эпическим налётом, мог быть написан группой Echo & The Bunnymen. Предполагается, что на Coldplay также мог повлиять певец Стив Джонс из коллектива Babybird.
Песню «God Put a Smile…» закончили ещё во время первых записей, до начала работы в Ливерпуле. Однако звук, который тогда был создан, очень не понравился группе, в особенности бас-гитаристу Гаю Берримену, которому не нравилось «механическое» звучание его баса. Из-за этого песню было решено снова переделать с нуля. Когда же Гай добился должного результата, песня стала более ускоренной и подвижной. Эту версию и включили в A Rush of Blood to the Head. На стадии производства музыканты квартета так ненавидели эту песню, что хотели её исключить из альбома, но теперь она стала одной из самых любимых их треков. В конечной версии есть некоторые отголоски блюза, хотя по признанию Мартина, его вокальная партия на этот раз немного не дотянула до высокого стандарта, добавив, что дело даже не в исполнении, а в скучной мелодии. Финальные фрагменты снова напоминают о Иэне, хотя в них есть отголоски и других ливерпульских групп, таких как The La' s и Cast.

### «The Scientist»
Следующую песню «The Scientist», участники провозгласили «ещё одной жемчужиной», назвав балладой и выпустив как второй сингл в поддержку альбома. Прежде чем музыканты Coldplay написали эту композицию, у них набралось уже восемь треков, из которых можно было составить альбом. Тогда Бакленд и Мартин поехали на поезде в Ливерпуль и пересмотрели весь готовый материал, а потом начали экспериментировать со старым расстроенным фортепиано. Крис слушал по дороге All Things Must Pass Джорджа Харрисона, и ему понравилась сложная последовательность аккордов песни «Isn’t It a Pity», так что он попытался её повторить когда баловался игрой на этом пианино. Внезапно основная последовательность сложилась сама собой, и друзья посмотрели друг на друга, зная, что получилось что-то особенное. Они радостно принялись за работу над песней и в тот же день её доделали, записав вокальную и фортепианную партию, которые не отличаются от финальных. Позднее Крис вспоминал в интервью интернет-журнала «ShakenStir»: «Лучшим моментом во время работы над этим альбомом был тот, когда мы вернулись к работе над этой песней. Было здорово потому, что она получилась просто великолепная».
Композиция начинается с фирменного клавишного вступления Криса Мартина, элегического, пронзительно грустного и гипнотического, а затем погружается в хрупкий внутренний мир отношений. В центре песни — эмоциональные стихи, пронизанные смелой и трогательной честностью и сожалением, в которых главный герой оплакивает останки того, что некогда было заветной любовью. Это ещё одна песня Coldplay, которая не меняет своей выразительности, когда в ней звучат одни клавишные, а затем постепенно включается гитара и чистый прагматичный бас. Как и главный хит прошлого альбома «Yellow», эта композиция показывает редкий дар воплощения утончённой идеи в невероятно простой форме.

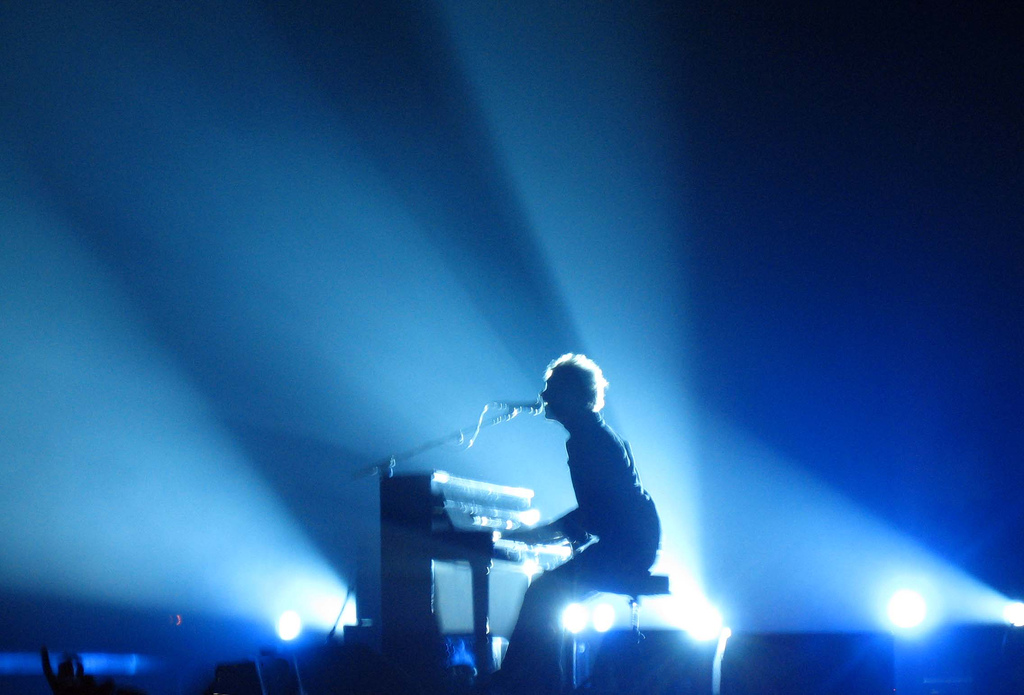
Крис Мартин исполняет «The Scientist» на фортепиано во время тура Twisted Logic в 2005 году

Баллада «The Scientist» стала вторым синглом из нового альбома. На композицию был снят видеоклип, который снимали пять дней (с 30 сентября по 3 октября) в Сурее и Лондоне под режиссурой Джейми Трейвса, успевший поработать с другой рок-группой The Verve. Видео полностью смонтировано в обратной перемотке, и Мартину пришлось выучить всю песню задом наперёд. В этой тревожной картине Крис и актриса, играющая его девушку, показаны в сценах сразу после ужасной автомобильной аварии, где её бездыханное тело лежит от расстоянии от машины. Крис просыпается от удара на сиденье машины; он пристёгнут, потому не пострадал в аварии; однако затем мы понимаем, что девушка расстегнула ремень за секунду до катастрофы, чтобы надеть кофту. Как раз в этот момент пикап, едущий навстречу, теряет управление, его заносит, Крис сворачивает на обочину, и машина переворачивается. Девушка гибнет, а Мартин убит горем. Следуя из высказываний участников группы на MTV, видеоклип к композиции позаимствовал тему тревоги, самоубийства, крысиного бега и ненависти к себе от видео Radiohead на песню «No Surprises», где главный герой, которого играет фронтмен коллектива Том Йорк постепенно погружается в воду.
Видеоклип «The Scientist» в 2005 году занял одиннадцатое место в списке лучших клипов всех времён по версии MTV, а в 2022 году преодолел планку в один миллиард просмотров, став одним из самых популярных видеоклипов Coldplay.

### «Clocks»
Риффы просто сложились сами собой, я сыграл их Джонни [Бакленду], он написал под них классные аккорды, и у нас получилась мегапесня.
«Clocks», третий сингл из альбома, занял девятую строчку в чартах в марте 2003 года; а стороне Б записана песня «1.36» с Тим Уиллером из Ash, который играет на гитаре, а сам сингл — с Саймоном Пеггом, исполняющий партию бэк-вокалиста. Очередная стремительная фортепианная линия переходит в изменчивую мелодию, за которой следует барабанная дорожка, звучащая не настолько стаккато, как партия ударных в «Politik». По началу, песня «Clocks» была записана последней в A Rush of Blood to the Head и не должна была попасть во второй студийник, потому что музыканты уже выбрали десять песен и были готовы приступить к записи. Но однажды Крис Мартин пришёл к ребятам поздно вечером и сыграл им сырой вариант композиции на пианино. Музыканты, решив, что уже поздно включать её во второй альбом, записали демо-версию с этикеткой «Songs for #3», то есть песни для следующего альбома.
Ответственным за то, что песня всё же вошла в A Rush of Blood to the Head, можно назвать пятого участника Coldplay Фила Харви. Фил считал, что не включать песню в альбом — это большая ошибка, и настаивал на том, чтобы музыканты отнеслись к ней внимательнее. Однако наброска, на стадии которого композиция находилась, было недостаточно для записи. Харви умолял их взглянуть на музыку заново, и дело дало плоды: сначала они написали гитарные аккорды, затем заряженный бас и гремящие барабаны — и картинка сложилась. Сложная аранжировка и нарастающая кульминация прекрасно сочетаются с нужным количеством недосказанности. По мнению Криса Мартина, композиция является хорошим примером когда, лучше что-то отнять, чем добавить лишнего, и именно из-за этого музыкального произведения, альбом заиграл новыми, психоделическими красками.
Материал нового альбома был более смелым и хаотичным, чем в предыдущем, а песня «Clocks» показала, что Coldplay способны на писание не только рок-баллад.

### «Daylight»
Ещё более отрывистые барабаны звучат в музыкальном произведении под названии «Daylight». Сочетание восточных гитарных мотивов, которые также встречаются в песне «The Cutter» группы Echo & The Bunnymen, с меланхоличным вокалом и баритоном бэк-вокала делает этот трек очень своеобразным. Бас гая Берримана в гибком нарастающем припеве и фальцет вокальной партии звучат крайне резко.
Восточные мотивы исполняются слайд-игрой на двенадцатиструнной гитаре, так же как это делал Джордж Харрисон из The Beatles. Музыку записали довольно быстро, но «музыкантам-перфекционистам» это пошло только на пользу. «Нам очень повезло, — заметил Крис Мартин, — что мы записали много музыки, как только её сочинили, потому что иначе потом всю жизнь можно пытаться воссоздать тот самый первый момент». Таким образом, группе оставалось включить запись фортепиано и вокала, вместе с ними записать остальные инструменты, дальше несколько хитрых приёмов, программирование сделает своё дело, и песня готова.

### «Green Eyes»
От резкости, которая замечается в песне «Daylight», альбом переходит к мягкой и мелодичной «Green Eyes», которая напоминает группу Lemonheads. На этот раз песня о явно успешных взаимоотношениях, в её живой мелодии звучат необработанные инструменты, минимум эффектов (только небольшое эхо в микрофоне) и почти не слышно бэк-вокала. Эта песня — результат любви басиста Гая Берримана к жанру кантри. Забавно, что Берриман стоит за созданием этой песни, но при этом, ему меньше всех понравилась её финальная версия. Эту романтическую композицию (как и «Amsterdam», закрывающая альбом) записали без каких-либо споров и дискуссий, и она уравновешивает эпические произведения «Clocks» and «Politik». Песню «Green Eyes» придумывали и записывали урывками во время работы над другими песнями, затем вернулись к ней спустя четыре месяца, свели записи, и она была полностью готова. Конец песни написан в Исландии. Там Крис назвал Рейкьявик «идеальным местом, чтобы писать музыку».

### «Warning Sign»
Романтическая композиция «Warning Sign» является прямым продолжением песни «Green Eyes». Несмотря на все ошибки, которые главный герой совершает в отношениях, потерпевших крах, он всё ещё испытывает сильные чувства, и ему тяжело надеяться, что может произойти примирение. На это раз, Мартин не скрывал, что композиция создалась из-за его глубокого разрыва с девушкой, двадцатишестилетней Лили Собхени, которая работала продюсером на радио и занималась продвижением дебютника квартета. Они встречались около года, как раз перед тем, когда группа стала набирать большую популярность, и фронтмен надумывал купить кольцо и сделать ей предложение.
«Warning Sign» — старая песня, которую Крис Мартин поначалу не хотел включать в альбом, но остальные музыканты его переубедили, заявив, что она будет крайне уместно балансировать между мрачными песнями по типу «Politik» или меланхоличными балладами как «The Scientist». Сам Мартин считает, что композиция вызывает чувства симпатии к главному герою, но по его мнению, в этих отношениях он вёл себя как идиот. В результате получилась баллада в среднем темпе, и в ней, в отличие от других композиций, больше цепляет томный вокал в припеве, нежели гитара. Помимо этого, в песню входят струнные и простая ударная партия. По словам Гая Берримана, композиция напоминает творчество Ллойда Коула. Постоянная прогрессия и изменчивость баллады путают слушателя, заставляя думать, что песня скоро кончится.

## Отзывы критиков
| Совокупная оценка    | Совокупная оценка |
| Источник             | Оценка            |
| -------------------- | ----------------- |
| Metacritic           | 80/100            |
| Оценки критиков      |                   |
| Источник             | Оценка            |
| AllMusic             | [ 64 ]            |
| Blender              | [ 65 ]            |
| Entertainment Weekly | A                 |
| The Guardian         | [ 67 ]            |
| NME                  | 9/10              |
| Pitchfork            | 5.1/10            |
| Q                    | [ 70 ]            |
| Rolling Stone        | [ 71 ]            |
| Spin                 | 7/10              |
| Uncut                | [ 73 ]            |
| PopMatters           | (положительно)    |
| New York Magazine    | (положительно)    |
| Yahoo! Music         | (положительно)    |

Альбом получил тёплый прием от музыкальной прессы. Его рейтинг на сайте Metacritic равен 80 %. Многие рецензенты отмечали, что диск демонстрирует музыкальный рост коллектива. Алексис Петридис из газеты The Guardian писал: «уверенность музыкантов в своих силах чувствуется в каждой детали… полностью исчезла робость, заметная на предыдущем диске». Автор также добавил: «A Rush of Blood to the Head похож на запись, которая готова покорить весь мир». Российский журналист Сергей Степанов из редакции «Афиша Daily» сделал обзор на альбом назвав студийник «каноничным и главным альбомом Coldplay».
Келефа Саннех из New York Times похвалила альбом, назвав его «одним из лучших дисков года» и охарактеризовав его следующим образом: «более глубокий, более странный и ещё более цепляющий, нежели предшественник». Журналист Rolling Stone Грабит Шеффилд, заявил, что «A Rush of Blood to the Head — более злободневный, более острый и абсолютно удивительный альбом», добавив «там где Parachutes был похож на нескладный дневник чувствительного юнца, A Rush of Blood to the Head напоминает взрослых парней, готовых проверить свои возможности». Тед Кесслер из NME похвалил альбом, назвав его «альбомом выдающейся естественной красоты, органичной, цельной работой».
Маккензи Уилсон из AllMusic повторил вышепривёденные комментарии, сказав, что это «сильный альбом». Уилсон, который хвалит Мартина за его «отточенный» фальцет и утонченную «навязчивую подачу», а Бакленда — за его «захватывающую гитарную работу», отмечает, что «несмотря на то, что группе всё ещё за двадцать, они сделали потрясающий альбом». AllMusic и по сей день считает A Rush of Blood to the Head пиком творчества Coldplay. Эмма Пирс из американской газеты The Village Voice придерживается тех же взглядов, заявляя, что это «немного острее и разговорчивее» по сравнению с Parachutes. Роберт Кристгау дал альбому почётное упоминание в одну звезду () и язвительно заметил: «Пусть Green Eyes бросит его по-настоящему, и мы посмотрим, как долго он будет гудеть в пустоте».

## Наследие

### Награды
A Rush of Blood to the Head принёс группе несколько наград как от отечественной, так и от международной музыкальной прессы. В 2002 году он был признан лучшим альбомом на Q Awards. В том же году группа получила две премии Грэмми: за «Лучший альбом в жанре альтернативного рока» и «Лучшее рок-исполнение группой с вокалом» за песню «In My Place». В 2003 A Rush of Blood to the Head стал лучшим британским альбомом на BRIT Awards, а в следующем году группа получила свою первую премию Грэмми в номинации «Запись года» за песню «Clocks», получив в общей сложности три премии Грэмми за альбом. Группа также выиграла три VMA на MTV Video Music Awards 2003 за лучшее групповое видео, прорывное видео и лучшую режиссуру в клипе на песню «The Scientist». В том же году они получили награды «Лучший альбом года NME» и «Лучший альбом года» на NME Awards.
| Год  | Издатель                | Награда                                      | Результатат | Источник |
| ---- | ----------------------- | -------------------------------------------- | ----------- | -------- |
| 2002 | Fryderyk Awards         | Лучший зарубежный альбом                     | Номинация   | [ 94 ]   |
| 2002 | GAFFA Awards Denmark    | Международный альбом года                    | Победа      | [ 95 ]   |
| 2002 | MTV Europe Music Awards | Лучший альбом                                | Номинация   | [ 96 ]   |
| 2002 | Q Awards                | Q Awards                                     | Победа      | [ 97 ]   |
| 2002 | Rockbjörnen Awards      | Лучший международный альбом                  | Номинация   | [ 98 ]   |
| 2002 | Top of the Pops Awards  | Топовый альбом                               | Победа      | [ 99 ]   |
| 2003 | Brit Awards             | Британский альбом года                       | Победа      | [ 100 ]  |
| 2003 | Danish Music Awards     | Международный альбом года                    | Номинация   | [ 101 ]  |
| 2003 | «Грэмми»                | Лучший альбом в жанре альтернативного рока   | Победа      | [ 102 ]  |
| 2003 | Hungarian Music Awards  | Лучший альбом рок-музыки года                | Победа      | [ 103 ]  |
| 2003 | Mercury Prize           | Mercury Prize                                | Номинация   | [ 104 ]  |
| 2003 | NME Awards              | Альбом года                                  | Победа      | [ 93 ]   |
| 2003 | NME Awards              | Лучший альбом                                | Победа      | [ 93 ]   |
| 2003 | Premios Oye!            | Английский альбом года                       | Победа      | [ 105 ]  |
| 2010 | Brit Awards             | Лучший британский альбом за последние 30 лет | Номинация   | [ 106 ]  |

### Итоговые списки
В 2002 году альбом был выбран критиками журнала Billboard. Kludge включили его в свой список лучших музыкальных сборников 2002 года. В 2012 году он занял четыреста шестьдесят шестое место в списке «500 величайших альбомов всех времен по версии журнала Rolling Stone», а в обновлении 2020 года его рейтинг поднялся до триста двадцать четвёртого места. Он также занял двадцать первое место в списке «100 лучших записей 2000-х по версии журнала Rolling Stone». В 2007 году национальная ассоциация звукозаписывающих компаний и Зал славы рок-н-ролла опубликовали список «200 абсолютно лучших альбомов всех времен»; A Rush of Blood to the Head занимает шестьдесят пятое место в списке. Пластинка была номинирована на премию BRIT Awards 2010 в номинации «Лучшая британская запись за последние 30 лет». Позже Spin включили его на двести семьдесят восьмое место в свой список «300 лучших музыкальных произведений 1985—2014 годов». Веб-сайты DigitalDreamDoor, Sputnikmusic, AllMusic включили A Rush of Blood to the Head в списки величайших альбомов альтернативного рока.
В опросе радио BBC в 2013 году альбом возглавил список «Лучшие записи всех времен», опередив Hopes and Fears от Keane, Rio от Duran Duran и The Dark Side of the Moon группы Pink Floyd. Альбом также был включён в список «1001 музыкальный альбом, который стоит прослушать, прежде чем вы умрёте».
| Издатель              | Год  | Название                                                                | Позиция      | Источник |
| --------------------- | ---- | ----------------------------------------------------------------------- | ------------ | -------- |
| Зал славы рок-н-рола  | 2007 | 200 абсолютно лучших альбомов всех времён                               | 65           | [ 120 ]  |
| The A.V. Club         | 2002 | Лучшие альбомы 2002                                                     | 3            | [ 121 ]  |
| Billboard             | 2002 | Лучшие альбомы по выбору критиков 2002                                  | 1            | [ 107 ]  |
| Blender               | 2002 | Топ 10 альбомов 2002                                                    | 2            | [ 122 ]  |
| Consequence           | 2009 | Топ 10 декадных альбомов                                                | 33           | [ 123 ]  |
| Drowned in Sound      | 2002 | Топ альбомов 2002                                                       | 29           | [ 124 ]  |
| E!                    | 2002 | Альбомы 2002                                                            | 1            | [ 125 ]  |
| Entertainment Weekly  | 2008 | 100 лучших альбомов 1983 — 2008                                         | 49           | [ 126 ]  |
| The Guardian          | 2007 | 1001 музыкальный альбом, который стоит прослушать, прежде чем вы умрёте | Присутствует | [ 127 ]  |
| Il Manifesto          | 2002 | Лучшие альбомы 2002                                                     | 3            | [ 128 ]  |
| Mojo                  | 2002 | Лучшие альбомы: 2002 год                                                | 31           | [ 129 ]  |
| Mondo Sonoro          | 2002 | Лучшие записи 2002                                                      | 9            | [ 130 ]  |
| National Public Radio | 2009 | 50 самых важных записей десятилетия                                     | Присутствует | [ 131 ]  |
| New Musical Express   | 2002 | Лучший альбомы 2002                                                     | 1            | [ 132 ]  |
| New Musical Express   | 2006 | 100 лучших британских альбомов всех времён                              | 67           | [ 133 ]  |
| New Musical Express   | 2013 | 500 величайших альбомов всех времён                                     | 266          | [ 133 ]  |
| Newsweek              | 2020 | 100 лучших альбомов рок-музыки всех времён                              | 77           | [ 134 ]  |
| Newsweek              | 2021 | 50 лучших альбомов рок-музыки XXI века                                  | 12           | [ 135 ]  |
| Paste                 | 2002 | Лучшие альбомы 2002                                                     | 5            | [ 136 ]  |
| Paste                 | 2009 | 50 альбомов 2000х                                                       | 33           | [ 137 ]  |
| PopMatters            | 2002 | Лучшие альбомы 2002                                                     | 3            | [ 138 ]  |
| Q                     | 2002 | Лучшие записи года – 2002                                               | Присутствует | [ 139 ]  |
| Q                     | 2004 | 50 лучших британских альбомов всех времён                               | 19           | [ 140 ]  |
| Q                     | 2016 | Величайшие альбомы за последние 30 лет                                  | Присутствует | [ 141 ]  |
| Rolling Stone         | 2002 | Лучшие альбомы 2002                                                     | 3            | [ 142 ]  |
| Rolling Stone         | 2003 | 500 величайших альбомов всех времён по версии журнала Rolling Stone     | 476          | [ 143 ]  |
| Rolling Stone         | 2011 | 100 лучших записей 2000х                                                | 21           | [ 144 ]  |
| Rolling Stone         | 2012 | 500 величайших альбомов всех времён по версии журнала Rolling Stone     | 466          | [ 143 ]  |
| Rolling Stone         | 2020 | 500 величайших альбомов всех времён по версии журнала Rolling Stone     | 324          | [ 145 ]  |
| Spin                  | 2002 | 40 лучших альбомов 2002                                                 | 26           | [ 146 ]  |
| Spin                  | 2010 | Топ 25 альбомов за последние 25 лет                                     | 107          | [ 147 ]  |
| Spin                  | 2014 | 300 лучших музыкальных произведений за последние 30 лет                 | 278          | [ 148 ]  |
| Stacker               | 2020 | 100 лучших альбомов XXI века                                            | 19           | [ 149 ]  |
| The Times             | 2009 | Лучшие альбомы десятилетия (2000–2009)                                  | 20           | [ 150 ]  |
| Uncut                 | 2002 | Альбомы: 2002 год                                                       | Присутствует | [ 151 ]  |
| Uncut                 | 2009 | 150 величайших альбомов XXI века на данный момент                       | 131          | [ 152 ]  |
| Under the Radar       | 2009 | Лучшие альбомы десятилетия (2000–2009)                                  | 76           | [ 153 ]  |
| WXPN                  | 2021 | Величайшие альбомы всех времен                                          | 249          | [ 154 ]  |

## Список композиций
Все песни написаны Берриманом, Баклэндом, Чемпионом и Мартином.
| №                   | Название                         | Перевод названия             | Длительность |
| ------------------- | -------------------------------- | ---------------------------- | ------------ |
| 1.                  | «Politik»                        | Политика                     | 5:18         |
| 2.                  | «In My Place»                    | В моем месте                 | 3:48         |
| 3.                  | «God Put a Smile upon Your Face» | Бог одарил твое лицо улыбкой | 4:57         |
| 4.                  | «The Scientist»                  | Учёный                       | 5:09         |
| 5.                  | «Clocks»                         | Часы                         | 5:07         |
| 6.                  | «Daylight»                       | Дневной свет                 | 5:27         |
| 7.                  | «Green Eyes»                     | Зелёные глаза                | 3:43         |
| 8.                  | «Warning Sign»                   | Предупреждающий знак         | 5:31         |
| 9.                  | «A Whisper»                      | Шёпот                        | 4:02         |
| 10.                 | «A Rush of Blood to the Head»    | Прилив крови к голове        | 5:51         |
| 11.                 | «Amsterdam»                      | Амстердам                    | 5:19         |
| Общая длительность: | Общая длительность:              | Общая длительность:          | 54:08        |

## Участники записи
В создании песен и записи альбома приняли участие следующие музыканты:

| Coldplay - Крис Мартин — лид-вокал, клавишные (1, 4-8, 10, 11), ритм-гитара (2, 3, 7-9, 10) - Джонни Бакленд — соло-гитара, бэк-вокал (1, 6), акустическая гитара (4), 12-струнная гитара (6) - Гай Берримен — бас - Уилл Чемпион — ударные, бэк-вокал - Фил Харви — креативный директор | Дополнительный персонал - Одри Райт — инжиниринг - Энн Лайнс — струнные - Одри Райли — струнные - Бен Такери — инжиниринг - Блю Сорс — оформление - Крис Томблинг — струнные - Дэн Грин — струнные - Дэнтон — мастеринг (2, 3, 6, 8, 10) - Дэйв Холмс — менеджмент - Эстель Вилкинсон — менеджмент - Джордж Марино — мастеринг - Жон Бейли — инжиниринг - Жон Витнал — инжиниринг - Кен Нельсон — продюсирование, инжиниринг, микширование - Лора Мельхевиш — струнные - Лео Пайн — струнные - Марк Фитиан — продюсирование, микширование - Питер Лейл — струнные - Ричард Джордж — струнные - Рик Симпсон — дополнительный инжениринг - Сøлве Сундсбø — обложка - Сьюзан Денч — струнные - Том Шихан — фотографии - Зед Нельсон — фотографии |

## Позиции в чартах
| Чарт (2002—2004) | Высшая позиция |
| ---------------- | -------------- |
| Австралия        | 1              |
| Австрия          | 10             |
| Аргентина        | 2              |
| Бельгия/Валлония | 2              |
| Бельгия/Фландрия | 3              |
| Великобритания   | 1              |
| Германия         | 1              |
| Греция           | 2              |
| Дания            | 1              |
| Ирландия         | 1              |
| Испания          | 9              |
| Италия           | 1              |
| Канада           | 1              |
| Нидерланды       | 3              |
| Новая Зеландия   | 2              |
| Норвегия         | 1              |
| Польша           | 25             |
| Португалия       | 3              |
| США              | 5              |
| Финляндия        | 4              |
| Франция          | 4              |
| Швейцария        | 1              |
| Швеция           | 5              |
| Шотландия        | 1              |

| Чарт (2005) | Высшая позиция |
| ----------- | -------------- |
| США         | 1              |

| Чарт (2010) | Высшая позиция |
| ----------- | -------------- |
| Мексика     | 38             |

| Чарт (2002)      | Высшая позиция |
| ---------------- | -------------- |
| Австралия        | 48             |
| Бельгия/Валлония | 31             |
| Бельгия/Фландрия | 8              |
| Великобритания   | 4              |
| Германия         | 64             |
| Ирландия         | 1              |
| Италия           | 31             |
| Канада           | 10             |
| Нидерланды       | 31             |
| Новая Зеландия   | 43             |
| США              | 140            |
| Франция          | 73             |
| Швеция           | 88             |

| Чарт (2003)      | Высшая позиция |
| ---------------- | -------------- |
| Австралия        | 10             |
| Австрия          | 72             |
| Бельгия/Валлония | 26             |
| Бельгия/Фландрия | 3              |
| Великобритания   | 4              |
| Германия         | 64             |
| Ирландия         | 1              |
| Италия           | 31             |
| Канада           | 10             |
| Нидерланды       | 6              |
| Новая Зеландия   | 3              |
| США              | 17             |
| Франция          | 83             |

| Чарт (2004)      | Высшая позиция |
| ---------------- | -------------- |
| Австралия        | 31             |
| Бельгия/Фландрия | 27             |
| Великобритания   | 88             |
| Нидерланды       | 77             |
| США              | 76             |

| Чарт (2005)      | Высшая позиция |
| ---------------- | -------------- |
| Бельгия/Фландрия | 37             |
| Великобритания   | 103            |
| США              | 9              |

| Чарт (2006) | Высшая позиция |
| ----------- | -------------- |
| США         | 23             |

| Чарт (2007)      | Высшая позиция |
| ---------------- | -------------- |
| Бельгия/Валлония | 35             |
| Бельгия/Фландрия | 21             |

| Чарт (2008)      | Высшая позиция |
| ---------------- | -------------- |
| Бельгия/Валлония | 30             |
| Бельгия/Фландрия | 39             |

| Чарт (2014) | Высшая позиция |
| ----------- | -------------- |
| Южная Корея | 84             |

| Чарт (2014)    | Высшая позиция |
| -------------- | -------------- |
| Австралия      | 19             |
| Великобритания | 8              |
| США            | 88             |

| Чарт (всё время) | Высшая позиция |
| ---------------- | -------------- |
| Швейцария        | 91             |
| Великобритания   | 26             |

## Сертификация
| Страна         | Статус         |
| -------------- | -------------- |
|                |                |
| Австрия        | Платиновый     |
| Аргентина      | 3× Платиновый  |
| Бельгия        | 2× Платиновый  |
| Бразилия       | Золотой        |
| Великобритания | 10× Платиновый |
| Германия       | 3× Платиновый  |
| Греция         | Золотой        |
| Дания          | 5× Платиновый  |
| Европа         | 5× Платиновый  |
| Испания        | Золотой        |
| Италия         | Платиновый     |
| Канада         | 4× Платиновый  |
| Мексика        | Платиновый     |
| Нидерланды     | Платиновый     |
| Новая Зеландия | 4× Платиновый  |
| Португалия     | Золотой        |
| Сингапур       | Золотой        |
| США            | 4× Платиновый  |
| Финлядия       | Золотой        |
| Франция        | 2× Платиновый  |
| Швейцария      | Золотой        |
| Швеция         | Золотой        |
| Япония         | Золотой        |

## Комментарии
1. Виниловое издание содержит название альбома вместе с названием группы на левом краю обложки. Компакт-диск включает в себя это, но на шарнире футляра для драгоценностей. Во всех цифровых версиях текст отсутствует, как показано выше. В версии Apple Music есть анимированная версия обложки альбома.
2. ↑  Виниловое издание содержит название альбома вместе с названием группы на левом краю обложки. Компакт-диск включает в себя это, но на шарнире футляра для драгоценностей. Во всех цифровых версиях текст отсутствует, как показано выше. В версии Apple Music есть анимированная версия обложки альбома.
3. ↑  «Clocks» был впервые выпущен на американском радио 11 ноября 2002[4].
4. ↑  За счёт этого, именно сканирование Берримана попало на обложку сингла этой песни
5. ↑  На это также отсылает строчка из песни:"I'm going back to the start"
6. ↑  Основная причина схожести двух видеоклипов - это то, что у двух видео один и тот же режиссёр.
7. ↑  В буклете к виниловому релизу альбома, имя Фила Харви стоит в участниках Coldplay, а не в благодарностях